# Dzielnica XIII Podgórze
Dzielnica XIII Podgórze – dzielnica, jednostka pomocnicza gminy miejskiej Kraków. Nazwa pochodzi od miasta Podgórza (1784–1915), włączonego do Krakowa. Część dawnej dzielnicy Podgórze (1915–1991). Przewodniczącym Rady i Zarządu Dzielnicy XIII Podgórze w IX kadencji 2023–2028 jest Szymon Toboła.

## Rada i Zarząd Dzielnicy
Rada Dzielnicy XIII Podgórze składa się z 21 członków, wybieranych w wyborach powszechnych.

### Członkowie Rady
Wybory do Rady Dzielnicy XIII Podgórze z dnia 10 grudnia 2023 r. wyłoniły następujących członków Rady:
- okręg nr 1: Krzysztof Putyra
- okręg nr 2: Łukasz Grodzicki
- okręg nr 3: Igor Jurkowski
- okręg nr 4: Tomasz Kołomyjski
- okręg nr 5: Filip Piwowarczyk
- okręg nr 6: Barbara Baran
- okręg nr 7: Anna Gulińska
- okręg nr 8: Maciej Fijak
- okręg nr 9: Jacek Młynarz
- okręg nr 10: Mikołaj Kasiej
- okręg nr 11: Tomasz Łazarow
- okręg nr 12: Grzegorz Kompa
- okręg nr 13: Szymon Toboła
- okręg nr 14: Emilia Pacia
- okręg nr 15: Grażyna Ligęza
- okręg nr 16: Tomasz Walkiewicz
- okręg nr 17: Rafał Zawiślak
- okręg nr 18: Katarzyna Lasota
- okręg nr 19: Anna Caputa
- okręg nr 20: Tomasz Paliś
- okręg nr 21: Andrzej Radwan

### Zarząd[6]
1. Szymon Toboła – Przewodniczący Zarządu
2. Tomasz Kołomyjski – Zastępca przewodniczącego
3. Katarzyna Lasota – Członkini Zarządu
4. Jacek Młynarz – Członek Zarządu

### Siedziba
Siedziba Rady i Zarządu Dzielnicy XIII Podgórze mieści się w zabytkowym budynku dawnego Magistratu miasta Podgórza (Rynek Podgórski 1, 30-533 Kraków).

## Demografia
| Rok  | Stan na koniec roku | Uwagi              |
| ---- | ------------------- | ------------------ |
| 2004 | 32.413              |                    |
| 2005 | 32.420              |                    |
| 2006 | 31.599              |                    |
| 2007 | 32.168              |                    |
| 2008 | b/d                 |                    |
| 2009 | 31.980              |                    |
| 2010 | b/d                 |                    |
| 2011 | 32.194              |                    |
| 2012 | 32.313              | stan na 21.02.2012 |
| 2013 | 32.539              | stan na 14.05.2013 |
| 2013 | 32.753              |                    |
| 2014 | 34.045              |                    |
| 2015 | 34.595              |                    |
| 2016 | 35.045              |                    |
| 2018 | 35.763              | stan na 06.01.2018 |
| 2018 | 36.885              |                    |
| 2019 | 38.423              |                    |
| 2020 | 38.304              |                    |
| 2021 | 38.725              |                    |
| 2022 | 39.881              |                    |
| 2023 | 40.411              |                    |
| 2024 | 41.220              |                    |

## Osiedla i zwyczajowe jednostki urbanistyczne
- Bonarka
- Łutnia
- Mateczny
- Płaszów
- Podgórze
- Przewóz
- Rybitwy
- Zabłocie

## Granice dzielnicy
- z Dzielnicą I graniczy na odcinku – od ujścia rzeki Wilgi do rzeki Wisły w kierunku wschodnim środkiem rzeki Wisły do skrzyżowania z linią kolejową Kraków — Tarnów,
- z Dzielnicą II graniczy na odcinku – dalej od skrzyżowania linii kolejowej Kraków — Tarnów z rzeką Wisłą w kierunku wschodnim, środkiem rzeki Wisły do ujścia rzeki Białuchy do rzeki Wisły,
- z Dzielnicą XIV graniczy na odcinku – od ujścia rzeki Białuchy do rzeki Wisły w kierunku wschodnim środkiem rzeki Wisły do przecięcia przedłużenia ul. Klasztornej z rzeką Wisłą (granica pomiędzy obrębem 58 i 59),
- z Dzielnicą XVIII graniczy na odcinku – od przecięcia przedłużenia ul. Klasztornej z rzeką Wisłą w kierunku wschodnim środkiem rzeki Wisły do przecięcia z granicą miasta, – dalej na południe granicą m. Krakowa do przecięcia z rzeką Drwiną Długą,
- z Dzielnicą XII graniczy na odcinku – od skrzyżowania granicy m. Krakowa z rzeką Drwiną Długą w kierunku zachodnim, północną stroną rzeki Drwiny Długiej do skrzyżowania z granicą pomiędzy obrębami nr: 25 i 26, dalej w kierunku południowym granicą pomiędzy obrębami nr: 25 i 26 do północnej granicy st. tow. Kraków Prokocim, dalej na wschód, północną stroną st. tow. Kraków Prokocim do granicy pomiędzy obrębami Nr 54 i 52, przecina kolej na południe granicą pomiędzy obrębami Nr: 54 i 52 do styku granic obrębów nr: 52, 53 i 54 (rejon ul. Balickiego), dalej w kierunku zachodnim granicą pomiędzy obrębami nr: 52 i 53 do przecięcia z ul. Wielicką (rejon ul. Świątnickiej),
- z Dzielnicą XI graniczy na odcinku – wzdłuż ulicy Kamieńskiego – wprowadzona została dokonaną w roku 2014 korektą granic dzielnicy[9]. „Trzynastka” zyskała wtedy tereny znajdujące się do tej pory w obszarze Dzielnicy XI Podgórze Duchackie (okolice ul. Heltmana, Pańskiej, Stoigniewa, Dauna, rezerwat „Bonarka”). Wcześniej obowiązująca i nadal utrwalony w wielu miejscach przebieg to, od skrzyżowania granic pomiędzy obrębami nr: 52 i 53 (rejon ul. Świątnickiej) z ul. Wielicką w kierunku północno-zachodnim zachodnią stroną ul. Wielickiej do skrzyżowania z granicą pomiędzy działkami nr: 141/3, (K.S. „KABEL”) i działką nr 341/6 (tereny osiedla „Kabel”), dalej w kierunku zachodnim południową granicą działki 341/6 do ul. Siemomysła, dalej w kierunku północnym wschodnią stroną ul. Siemomysła (działka nr 211/31) do styku z działką nr 39/3, dalej w kierunku północnym wschodnią stroną działki nr 39/3, w kierunku zachodnim północną granicą działek nr 39/3, 39/2, 204 do ul. Heltmana, dalej w kierunku północno-zachodnim wschodnią stroną ul. Heltmana do ulicy Abrahama, dalej w kierunku zachodnim północną stroną ul. Abrahama do ul. Kamieńskiego (granica pomiędzy obrębami nr 29 i 51), dalej w kierunku zachodnim południową stroną ul. H. Kamieńskiego do skrzyżowania z linią kolejową Kraków — Skawina, dalej w kierunku na południe zachodnią stroną linii kolejowej Kraków — Skawina do skrzyżowania z zachodnią stroną projektowanej ul. Nowotarskiej,
- z Dzielnicą IX graniczy na odcinku – od skrzyżowania rzeki Wilgi z ul. Brożka w kierunku na wschód południową stroną ul. Brożka do ul. Zakopiańskiej (Wadowickiej), dalej w kierunku wschodnim północną stroną projektowanej drogi będącej przedłużeniem ul. Brożka do skrzyżowania z linią kolejową Kraków – Skawina i zachodnią stroną projektowanej ul. Nowotarskiej. (Granica ta stanowi północną granicę działek nr: 216/11, 213/19, 213/31 do jej wschodniego narożnika),
- z Dzielnicą VIII graniczy na odcinku z – od skrzyżowania ul. Brożka z rzeką Wilgą w kierunku północnym zachodnią stroną rzeki Wilgi do ujścia rzeki Wilgi do rzeki Wisły.